# Franz Garlik
Franz Garlik (* in Giengen an der Brenz) ist ein deutscher Musiker, Sänger und Schauspieler.

## Leben
Garlik besuchte die Hochschule für Musik und Darstellende Kunst in Mannheim sowie die Central School of Speech and Drama in London und die Deutsche Schauspieler Akademie in München.
Er spielte unter anderem am Staatstheater am Gärtnerplatz in München, Landestheater Innsbruck, Stadttheater Regensburg, im Stadttheater Meran, bei den Clingenburg Festspielen und im Theater Neu-Ulm. 2008 sang er den Rosillon in der Operette Die lustige Witwe am Sherman Theatre in Cardiff und Rodolfo in La Bohème im Stadttheater Neuburg. 2009 sang er dort den Herzog in Rigoletto, 2010 den Alfredo in La traviata. Weiterhin sang er dort Tamino in Die Zauberflöte (2011) und Pinkerton in Madama Butterfly.
2011 sang er Martin Luther in dem Musical Martin L. – Das Musical bei einer Tournee des Theaters Die Katakombe Frankfurt.
Franz Garlik war Teil der Bands A little Bit of Jazz, Basin Street Stompers, Los Tres Chicos de la Gasolinera, Poodles Revenge sowie 2 Voices – 2 Trumpets und der Bayreuther Comedian Harmonists. Franz Garlik war ab 2008 Leiter des Ellwangen Jazz Orchestra.
Im März 2017 inszenierte Garlik die Uraufführung des Stücks Maria und die Callas für die Theaterei Herrlingen. Im Sommer 2017 ist er Musikalischer Leiter der Clingenburg Festspiele.
Garlik wirkt außerdem in verschiedenen Film- und Fernsehproduktionen mit. Er ist mit der Sopranistin Lauren Francis verheiratet.